# Équipe du Costa Rica de rugby à XV
L'équipe du Costa Rica de rugby à XV rassemble les meilleurs joueurs de rugby à XV du Costa Rica. Elle est membre de la Confederación sudamericana de rugby et joue actuellement dans la Division C du Championnat d'Amérique du Sud.